# Delphine Aubron
Pour les articles homonymes, voir Aubron.
Delphine Aubron est une kayakiste française née le 26 août 1925 à Paris et morte le 19 mars 2014 dans la même ville.

## Biographie
Delphine Aubron participe aux Championnats du monde de descente 1969 à Bourg-Saint-Maurice, où elle est médaillée de bronze en K-1 par équipe.